# Konstantyn III (cesarz rzymski)
Konstantyn III (zm. przed 18 września 411 roku) – żołnierz stacjonujący w Brytanii, wybrany cesarzem rzymskim w 407 przez wojsko. Schwytany i zamordowany w 411 roku.
Był trzecim w przeciągu roku uzurpatorem wybranym przez stacjonujące w Brytanii wojsko, które buntowało się przeciw obojętności władz w Rzymie na wzmagające się najazdy barbarzyńców na wyspę. Latem 407 roku przeprowadził inwazję na Galię. Entuzjastycznie witany przez miejscową ludność szybko zajął większość prowincji, zdobywając sobie szacunek dzięki odparciu napierających od strony Renu Wandalów i Swebów. Wysłany przeciwko niemu z Rzymu gocki wódz Sauros zadał mu co prawda klęskę w Prowansji, ale wycofał się i poprzestał na obsadzeniu przełęczy alpejskich. Konstantyn wykorzystał ten fakt do rozciągnięcia swojego władztwa nad południową Galię. Stworzył w ten sposób własne państwo, obierając na jego stolicę Arelate (dzis. Arles).
W 407 roku ogłosił koregentem swojego syna, Konstansa. Ten przeprawił się z wojskiem do Hiszpanii i rozgromił tam oddziały wierne prawowitemu cesarzowi Honoriuszowi, rozciągając w ten sposób władztwo ojca na Półwysep Iberyjski.
Konstantyn przez 4 lata zdołał utrzymać w miarę spójne władztwo w zachodnich regionach państwa zachodniorzymskiego, pomimo panującego chaosu politycznego i nieustannego przesuwania się w nich Wandalów, Alanów i Swebów. Gdy w 409 roku Swebowie przesunęli się do Hiszpanii, stacjonujący tam dowódca Konstantyna, Geroncjusz, wymówił posłuszeństwo swojemu zwierzchnikowi i powołał własnego cesarza imieniem Maksym. Wysłany przeciw uzurpatorowi Konstans poniósł klęskę i został zabity podczas ucieczki, a wojska Geroncjusza podeszły pod Arelate i rozpoczęły oblężenie. W tym samym czasie pod miasto nadciągnęła również wysłana przez Honoriusza ekspedycja, dowodzona przez oficera Flawiusza Konstancjusza. Żołnierze Geroncjusza przeszli na stronę prawowitego władcy, a Konstantyn III po trzymiesięcznym oblężeniu poddał miasto, zawczasu chcąc uniknąć zemsty Honoriusza przyjmując święcenia kapłańskie. Odesłany wraz z młodszym synem Julianem do Italii został jednak stracony, a jego głowę obnoszono po Rawennie.